# Artinita
La artinita es un mineral de la clase de los minerales carbonatos y nitratos. Fue descubierta en 1902 en una mina en las montañas de la provincia de Sondrio (Italia), siendo nombrada así en honor de Ettore Artini, mineralogista italiano.

## Características químicas
Es carbonato hidratado de magnesio, con aniones adicionales de hidroxilo.

## Formación y yacimientos
Se forma en un ambiente de alteración hidrotermal de baja temperatura, en forma de vetas o costras a lo largo de superficies de fractura en rocas ultrabásicas serpentinizadas.
Suele encontrarse asociado a otros minerales como: brucita, hidromagnesita, piroaurita, crisotilo, aragonito, calcita, dolomita o magnesita.